# 3次元再構成法
3次元再構成法（さんじげんさいこうせいほう）とは、トモグラフィック復元の一手法で、異なる投影角度により投影された2次元の画像の集合から、元の3次元像を再構成する手法の事である。医療画像処理や電子顕微鏡画像で用いられるコンピュータ断層撮影(Computed Tomography : CT、トモグラフィー)法や単粒子解析法などの各種方法がある。数学的には、ラドン変換、逆ラドン変換により記述することができる。フーリエ変換における中央断面定理が、投影像からの3次元像の再構成が可能であることを理解しやすい形で示している。